# Tanqueray

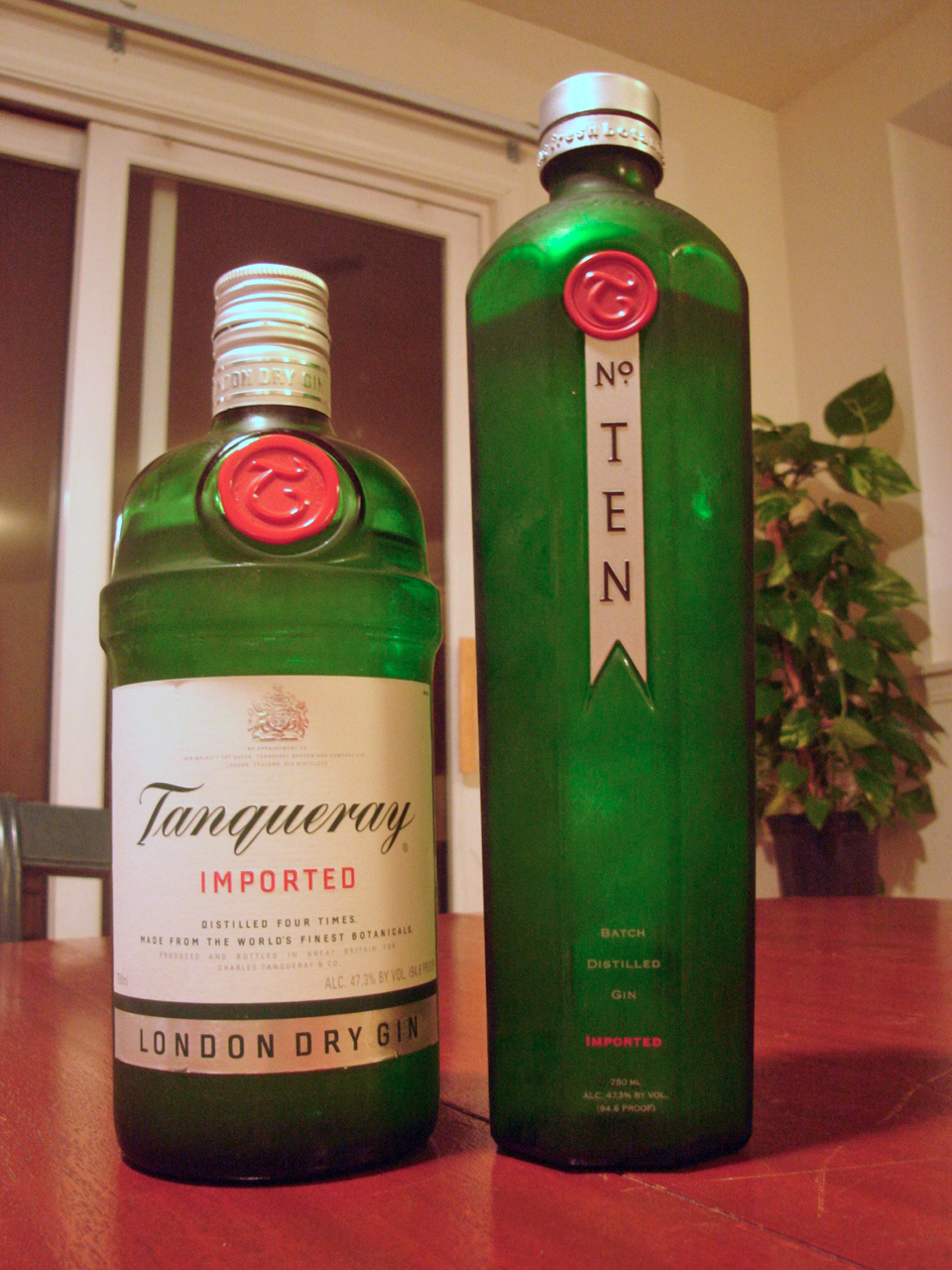
Tanqueray London Dry Gin en No. Ten

Tanqueray is een Brits gin- en wodkamerk, dat wereldwijd verkocht wordt. Het behoort tot de strategische merken van het multinationale drankenconcern Diageo.

## Geschiedenis
Charles Tanqueray begon in 1830 met een distilleerderij in Bloomsbury (Londen). Na zijn dood in 1868 nam zijn zoon Charles Waugh Tanqueray de leiding van het bedrijf over. In 1898 fusioneerde Charles Tanqueray & Co met Gordon & Co tot Tanqueray Gordon & Co. De productie werd overgebracht van Bloomsbury naar het bedrijf van Gordon in Goswell Road. De gin werd van toen af ook geëxporteerd naar de Verenigde Staten. In 1922 werd Tanqueray Gordon & Co. overgenomen door de Schotse Distillers Company, dat zelf in 1986 werd overgenomen door Guinness en opging in Diageo.
In de Tweede Wereldoorlog werd de distilleerderij in Londen zwaar beschadigd door Duitse luchtaanvallen. Slechts één destillatieketel bleef gespaard, de "Old Tom". Er werd een nieuwe destilleerderij gebouwd in de Goswell Road die vanaf 1957 in productie ging. Vanwege de stijgende vraag, vooral uit de Verenigde Staten, werd de productie van Tanqueray vanaf 1989 overgeheveld naar Laindon in Basildon (Essex). De basis van de gin, het neutrale gedestilleerde graanbeslag, werd geleverd door de grote distilleerderij in Cameron Bridge, Fife (Schotland), waar verschillende whisky's van de Distillers Company geproduceerd worden. Tien jaar later werd de gehele productie, inclusief Old Tom, samengebracht in Cameron Bridge.

## Producten
- Tanqueray London Dry Gin: het originele product, met een alcoholpercentage tussen 40 en 47,3 volumepercent. Wordt sedert 1948 verkocht in groene flessen met een vorm die geïnspireerd is op een cocktailshaker. Tanqueray werd in de Verenigde Staten populair als ingrediënt in dry martini-cocktails, mede dankzij een publiciteitscampagne waarin beroemdheden als Frank Sinatra, Sammy Davis jr. en Bob Hope het dronken. Tanqueray is nu de meest geïmporteerde gin in de Verenigde Staten.[1]
- Tanqueray No. Ten: een kwalitatief hoogwaardige gin, net zoals de London Dry Gin viermaal gedistilleerd, werd in 2000 geïntroduceerd in de Verenigde Staten.
- Tanqueray Rangpur Gin: geïntroduceerd in 2006, met het aroma van Indische Rangpurvruchten (een kruising tussen mandarijnen en citroenen).
- Tanqueray Malacca Gin: geïntroduceerd in 1997 en teruggetrokken rond 2001. Was een lichtere, fruitigere gin met minder jeneverbes- en meer grapefruitaroma. In februari 2013 was het opnieuw verkrijgbaar in een beperkte oplage van 9000 kisten.[2]
- Tanqueray Sterling: dit is een wodka, vooral bestemd voor de Amerikaanse markt, geïntroduceerd in 1989. Hiervan bestaat ook een gearomatiseerde citrus-variant.
- Tanqueray  Flor de Sevilla: gin met spaanse sinaasappels en met een toets van mandarijn, koriander en jeneverbes.

In 1937 introduceerde Tanqueray Orange Gin en Lemon Gin. Deze werden in 1957 uit de markt genomen.